# И-15 бис
И-15 бис (известен и като И-152) е съветски изтребител-биплан от края на 30-те години на 20 в., конструкция на Н. Н. Поликарпов. Използван е във въоръжените конфликти от това време, както и в първите месеци след включването на СССР във Втората световна война.

## Създаване и производство
И-152 е създаден на базата на изтребителя И-15, чието серийно производство е прекратено в края на 1935 г. Основната причина за това е лошото отношение на бюрократичните кръгове в НИИ (Научноизследователски институт) на ВВС към иначе сполучливия самолет. Основният трън в очите е крилото тип „чайка“ на И-15, което според някои води до неустойчивост на машината, затруднява обзора от кабината и прицелването. Въпреки опитите на Поликарпов да докаже несъстоятелността на твърденията, самолетът е спрян от производство, а на конструктора е препоръчано да го модернизира по приемлив начин.
В началото опитите за модернизация на машината я правят прекалено тежка и неповратлива, но в крайна сметка Поликарпов успява да направи разликата между И-15 и И-15 бис (И-152) само 40 кг, постигайки компромис между виждането на военните за машината и своето собствено. Самолетът вече е чист биплан (горното крило е право – не е тип „чайка“), внесени са други изменения, увеличено е базовото въоръжение от две на четири 7.62-мм картечници. През есента на 1937 г. самолетът е готов за серийно производство и е приет на въоръжение, въпреки утвърдения по това време проект на по-добрия изтребител И-153 (също на базата на И-15).
Самолетът И-15 бис (И-152) е произвеждан до 1939 г., като са произведени 2408 машини.

## Варианти
- И-15 бис (И-152) – Базовият вариант на машината, приет на въоръжение през 1937 г.
- И-15 бис ТК (И-152ТК) – Вариант на самолета с херметична кабина и двигатели, снабдени с турбокомпресори (ТК – турбокомпресор). Въпреки надеждите възлагани на тях, те не са произвеждани серийно.
- ДИТ – Двуместен тренировъчен изтребител на базата на И-15 бис. Самолетът се оказва много добър, но в завод № 207, където е планирано серийното производство на ДИТ, се получава заповед за преминаването към производство на Су-2 (известен в началото като СЗ-3 – „Сталинско задание – 3“) и по този начин учебният изтребител не влиза в производство.

## Бойно използване
Самолетите И-15 бис (20 машини) са изпратени в Испания, за да вземат участие в гражданската война, бушуваща в страната. Те пристигат късно – войната вече е към края си, но въпреки това и малкото им бойно използване показва, че машината е по-устойчива в полет от предшественика си И-15, макар и не толкова маневрена. Една част от тези изтребители остават в Испания и след поражението на републиканците влизат във ВВС на франкистите.
И-15 бис се сражават и в Китай след началото на Втората Китайско-Японска война, управлявани в началото от съветски пилоти-„доброволци“. И-152 получават в Китай прякорът „Щиглец“ и се оказват доста по-добри от тогавашните японски биплани Ki-10 и се справят лесно със закупените от Италия бомбардировачи BR-20.
Следващият военен конфликт, в който И-15 бис взема участие, са боевете при р. Халхин-Гол през 1939 г. срещу нахлулите в Монголия сили на японската Квантунска армия. Но по това време на въоръжение в японската армия са постъпили по-съвременните изтребители А5М и Ki-27, които превъзхождат по скорост И-152 и затова се налага И-15 бис да бъде използван във взаимодействие с И-153 и И-16.
По време на Зимната война 1939 – 1941 г. срещу Финландия, И-152 отново са на фронтовата линия. В нея освен като изтребители, те са използвани и за удари срещу наземните войски. По различни причини на няколко машини се налага да извършат принудително кацане и тъй като те са с неприбираемо в полет шаси (зимно време – ски), кацат почти невредими. По този начин финландците успяват да се сдобият с пет изтребителя И-152, които използват (основно като тренировъчни самолети) до края на 1945 г.
По време на нахлуването на Нацистка Германия в Съветския съюз И-15 бис са все още един от основните типове изтребители в съветските ВВС. Макар и много остарели, те са използвани до края на 1942 г. Употребата им в бойните действия се свежда главно до използването им като щурмови самолети за атака по наземни цели, тъй като летните им данни вече не са подходящи за използването им като изтребители. Малките им габарити и сравнително високата маневреност ги правят подходящи за целта, за която те са снабдени с пускови установки за реактивни снаряди РС-82 и бомбодържатели за авиобомби с калибър до 50 кг. След извеждането им от бойните части, малка част от тях са предадени за употреба като учебни самолети, а другите са преведени в базите в Далечния изток, където играят ролята на сдържащ фактор (като количество) срещу евентуална японска агресия.